# Eduard Bass

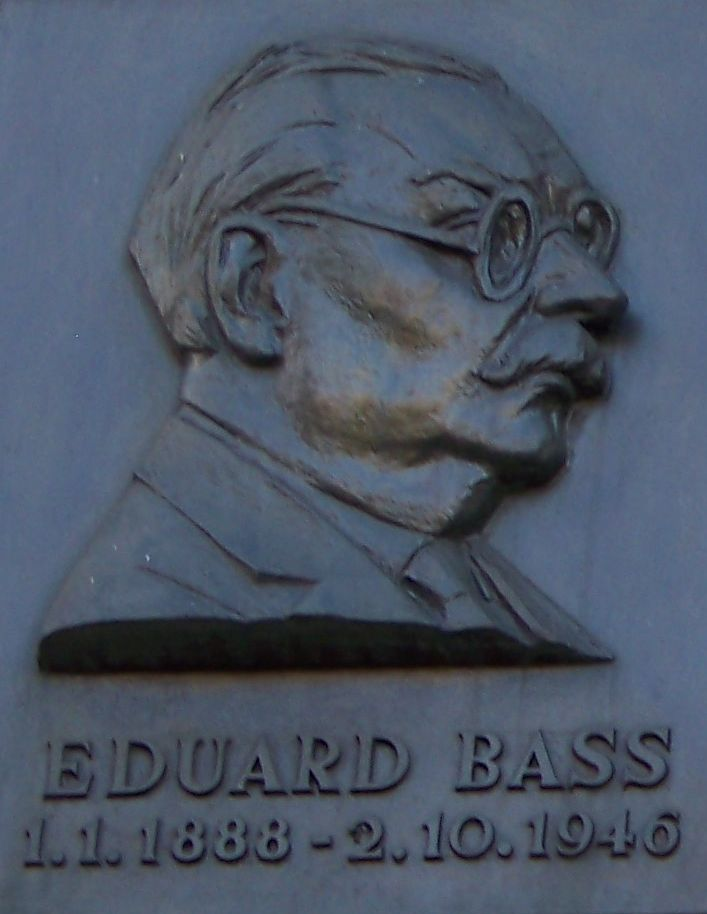
Reliéf na pamětní desce na Jiráskově náměstí v Praze

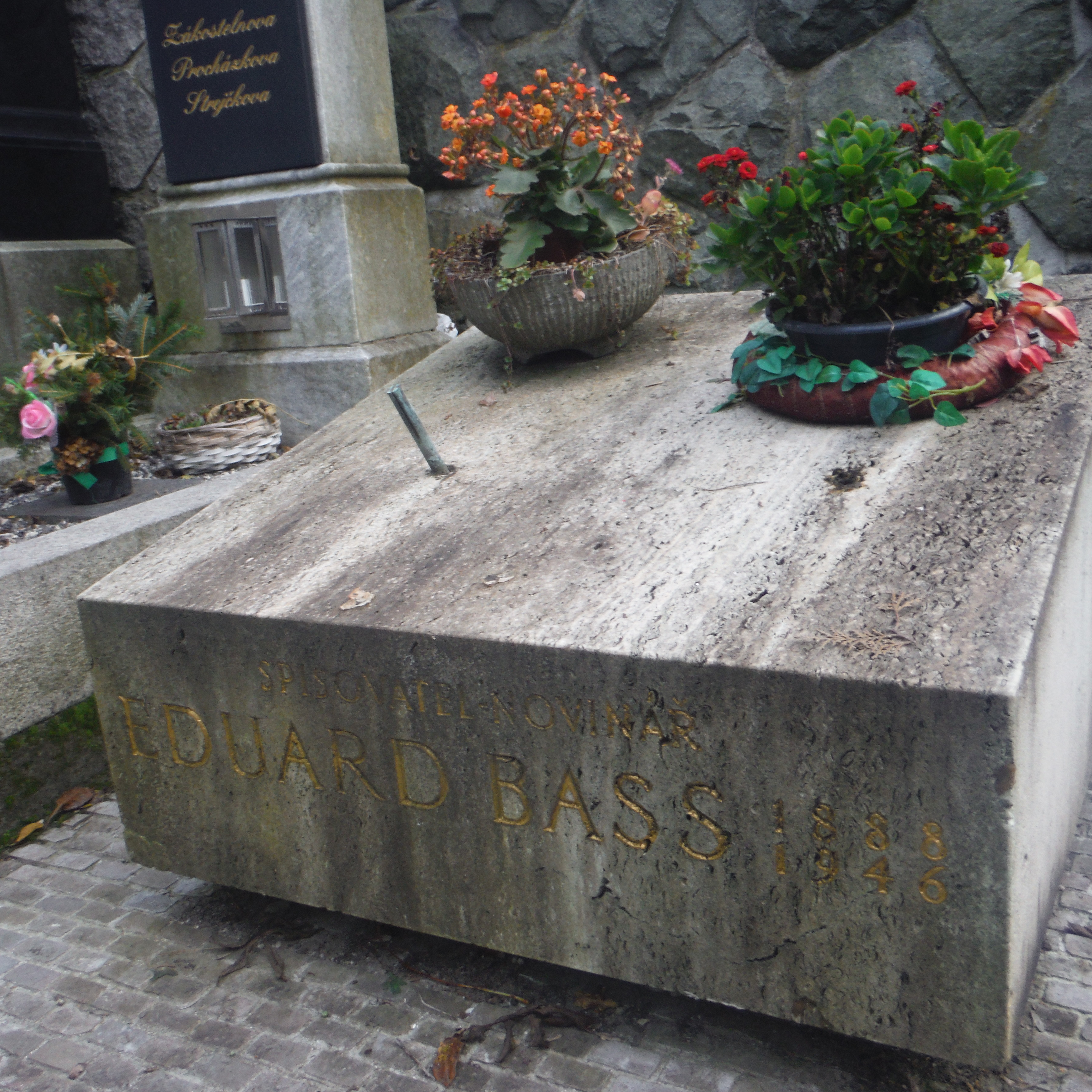
Hrob Eduarda Basse na Vyšehradském hřbitově

Eduard Bass, vlastním jménem Eduard Schmidt (1. ledna 1888 Praha-Malá Strana – 2. října 1946 Praha), byl český spisovatel, novinář, zpěvák, fejetonista, herec, recitátor, konferenciér a textař. Proslul zejména knihami Klapzubova jedenáctka a Cirkus Humberto.

## Životopis
Narodil se jako starší ze dvou přeživších dětí malostranského kartáčníka Václava Schmidta (* 1859) a jeho manželky Emilie rozené Hoffmannové (* 1858). V roce 1905 odmaturoval v Praze na staroměstské reálce, v letech 1905-1906 se vyučil se v kartáčnickém závodě svého otce a po ročním pobytu ve švýcarském Curychu a hlavně v Mnichově pracoval jako obchodní zástupce otcovy firmy. Od roku 1910 vystupoval jako herec, recitátor a zpěvák v Schöblově kabaretu U Bílé labutě Na Poříčí. Protože tam již vystupoval F. L. Šmíd, byl mu – prý pro jeho hluboký hlas zvolen pseudonym Bas, později Bass. Stýkal se s literáty kolem M. Káchy, kavárny Union a s výtvarníky V. H. Brunnerem, Z. Kratochvílem a Josefem Ladou. Po konferování českého programu v Lucerně v roce 1912 začal od podzimu 1913 soustavně vystupovat v literárním kabaretu Červená sedma, pro který také psal či upravoval různé texty. V letech 1914–1917 sloužil ve vojenské nemocnici na Hradčanech, odkud byl uvolňován na vystoupení, a před koncem války byl z armády propuštěn. V letech 1916–1917 již byl ředitelem kabaretu Rokoko a v letech 1918–1920 ředitelem kabaretu Červená sedma; zde se seznámil s herečkou Táňou Krykovou, se kterou se oženil. V letech 1920–1942 pracoval jako novinář, redaktor Lidových novin. V době od května 1933 do 31. prosince 1938 byl jejich šéfredaktorem. Prošel všemi rubrikami. V letech 1926–1930 byl také šéfredaktorem časopisu Světozor. Spolupracoval s několika satirickými časopisy a spolu s několika karikaturisty vydával Letáky.
Působil jako fejetonista, reportér, soudničkář a divadelní kritik. Vydával kabaretní texty v edici Syrinx a satirický časopis Šibeničky. Užíval několik pseudonymů, například v kreslených vtipech D. Salaba pro dvojici s Josefem Ladou a B+B ve dvojici s Františkem Bidlem. 
Bydlel zprvu v Podskalí v Dřevné ulici čp. 1404/II, naposledy a nejdéle v domě na nároží Jiráskova náměstí a horní Podskalské ulice 19 (později přejmenované na Gorazdovu), v bytě, který po jeho smrti užívala rodina spisovatele Jana Drdy. Oba mají na fasádě pamětní desku.

## Citát
A takový generálbass byl v Červené sedmě Eduard Bass, který byl tvůrcem literárního a zvláště politického charakteru jejího programu. A byl to skutečně generál Bass, který Sedmě velel a vedl ji nejprve vedle Červeného a pak sám až do svého odchodu. Jeho autorita byla většinou uznávána, i když se někdy sedmičkářům zajídala… Když pak převzal funkci ředitelskou v Sedmě, proměnil se v důstojného obřadníka, vrátil se do své ředitelské role, kterou před tím v Rokoku svého času zastával.
Jiří Červený

## Dílo
- Pegas k drožce připřažený (1916)
- Jak se dělá kabaret? (1917) [8]
- Náhrdelník: Detektivní komedie o jednom aktu (1917)
- Fanynka a jiné humoresky (1917)
- Letáky, 1917–19 (1920)
- Letohrádek Jeho Milosti a 20 jiných humoresek z vojny vojenské a občanské (1921)
- Případ čísla 128 a jiné historky (1921)
- Klapzubova jedenáctka (1922) – příběh otce, který má jedenáct synů, ze kterých vytvoří profesionální, neporazitelný fotbalový tým. Bass se zde humornou formou zamýšlí i nad etikou a profesionalitou sportu. Roku 1938 natočil na motivy tohoto románu Ladislav Brom stejnojmenný film a v roce 1968 Eduard Hofman stejnojmenný televizní seriál. [9]
- Potulky pražského reportéra (1929) [10]
- Šest děvčat Williamsonových a jiné historky (1930)
- To Arbes nenapsal, Vrchlický nebásnil (1930)
- Umělci, mecenáši a jiná čeládka (1930)
- Holandský deníček (1930) [11]
- Divoký život Alexandra Staviského (1934), první literatura faktu
- Čtení o roce osmačtyřicátém (1940) [12]
- Potulky starou Prahou – vycházelo v letech 1921 až 1941
- Cirkus Humberto (1941) – román byl zamýšlen jako povzbuzení českého národa, vyzdvihovány jsou spravedlnost, přímost, ctižádost, … Bass zde na pozadí cirkusu sleduje tři generace cirkusáků. Ústřední postavou je Vašek Karas, syn šumavského zedníka, který odejde k cirkusu, nakonec se ožení s dcerou ředitele a sám se později stane ředitelem cirkusu, předtím však vystřídá mnoho různých profesí u cirkusu. V roce 1988 natočil režisér František Filip stejnojmenný televizní seriál na motivy toho románu. [13]
- Lidé z maringotek (1942) – soubor povídek z cirkusového prostředí. Tzv. cirkusový dekameron. V roce 1966 vznikl stejnojmenný film. [14]
- Pod kohoutkem svatovítským (1942) – výbor z povídek
- Kázáníčka (1946)

### Posmrtně
- Křižovatka u Prašné brány (1947)
- Povídky (1956)
- Rozhlásky (1957)
- Na lodi za pohádkou (1957)
- Pražské a jiné historie (1968)
- Kukátko (1970) – obsahuje oddíly Rozmarná vyprávění, Kukátko, Staropražské motivy
- Postavy a siluety (1971)
- Moje kronika (1985) – životopisná koláž z pozůstalosti
- Malá skleněná gilotinka (1999)
- Po stopách broumovských medvědů (1992)
- Koráb pohádek (2015)

## Filmové a televizní adaptace
- Klapzubova  XI. (1938), český film, režie Ladislav Brom, v hlavních rolích Theodor Pištěk, Antonie Nedošinská, Fanda Mrázek, Raoul Schránil a další.
- Lidé z maringotek (1966), český film, režie Martin Frič, v hlavních rolích Jozef Kroner, Jan Tříska, Emília Vášáryová, Martin Růžek, Dana Medřická a další.
- Klapzubova jedenáctka (1968), český televizní seriál, režie Eduard Hofman, v hlavních rolích Jiří Sovák, Vlasta Chramostová, Josef Hlinomaz, Miloš Kopecký, Jiřina Bohdalová, Peter Ustinov, Jan Werich a další.
- Cirkus Humberto (1988), česko-německý televizní seriál, režie František Filip, v hlavních rolích Martin Růžek, Dagmar Veškrnová, Radoslav Brzobohatý, Jaromír Hanzlík, Werner Possardt a další.